# San José, Quechultenango
San José är en ort i Mexiko.   Den ligger i kommunen Quechultenango och delstaten Guerrero, i den södra delen av landet, 240 km söder om huvudstaden Mexico City. San José ligger 921 meter över havet och antalet invånare är 591.
Terrängen runt San José är kuperad åt nordväst, men åt sydost är den bergig. Runt San José är det ganska glesbefolkat, med 40 invånare per kvadratkilometer. Närmaste större samhälle är Zoquitlán, 18,9 km öster om San José. I omgivningarna runt San José växer huvudsakligen savannskog.